# 格拉茨城堡

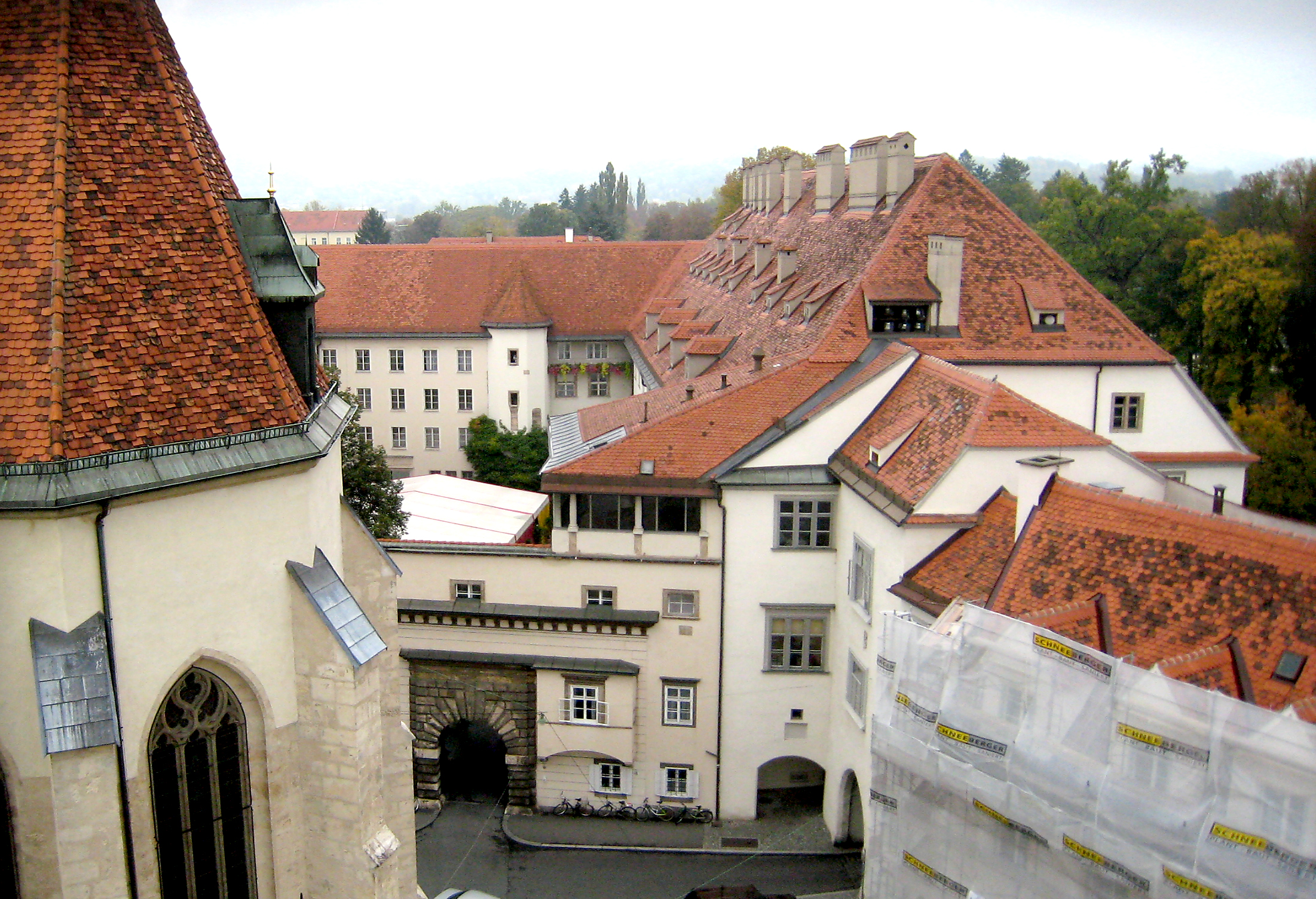

格拉茨城堡（德語：Grazer Burg）是位於奧地利城市格拉茨舊城區的一座城堡。格拉茨城堡始建於1438年。現在格拉茨城堡只有部分建築對公眾開放，庭院和雙螺旋樓梯的部分則可以自由參觀。